# Christopher Miller
Christopher Charles Miller (* 15. října 1965 Platteville, Wisconsin) je americký úředník a od listopadu 2020 úřadující ministr obrany USA v administrativě prezidenta Donalda Trumpa.

## Život
Studoval na Univerzitě George Washingtona (bakalářský titul z historie, 1987) a Naval War College (titul MA v roce 2001). V letech 1983–2014 sloužil u Zelených baretů v americké armádě. Od srpna 2020 vedl vládní Národní protiteroristické centrum. Dne 9. listopadu 2020 byl prezidentem Trumpem jmenován úřadujícím ministrem obrany, místo odvolaného Marka Espera. Po nástupu do funkce označil Miller za jednu ze svých priorit stažení zbývajících amerických vojáků z Afghánistánu a Iráku.